# Стелла Киріакідес
Стелла Киріакідес (грец. Στέλλα Κυριακίδου; нар. 10 березня 1956, Нікосія) — кіпрська психологиня, політик консервативної партії «Демократичне об'єднання». Перша громадянка Кіпру і третя жінка на посаді Голови Парламентської асамблеї Ради Європи. З 1 грудня 2019 року — Єврокомісар із питань охорони здоров'я та безпеки продуктів харчування в комісії фон дер Ляєн.

## Життєпис
Народилася 10 березня 1956 р. у столиці тоді ще єдиного Кіпру Нікосії. Там закінчила престижну школу The English School, здобувши середню освіту англійською мовою. Після закінчення школи Киріакідес виїхала у Велику Британію, де вивчала психологію в Редінзькому та Манчестерському університетах.
До своєї політичної кар'єри працювала в Міністерстві охорони здоров'я Кіпру на посаді дитячого психолога. У велику політику прийшла 2006 року, коли її обрали депутатом парламенту своєї держави, у якому, станом на 2017 р., була членом комітету з питань охорони здоров'я та комітету із закордонних і європейських справ.
2012 року стала представницею Кіпру в ПАРЄ, а в 2016 р. очолила кіпрську делегацію.
До обрання президентом займала в асамблеї посаду голови комітету з питань соціальних, охорони здоров'я та сталого розвитку, а також входила до складу членів комітету з моніторингу та комітету з питань рівноправності і протидії дискримінації.
Крім цього, була контактним депутатом у рамках «Парламентського альянсу без ненависті» та кампанії Ради Європи проти сексуального насильства над дітьми.
Також дипломатка є президентом кіпрської організації, яка бореться з раком молочної залози. 2013 р. влаштувала першу кампанію з інформування про це захворювання в Раді Європи. Має низку нагород, присуджених громадськими організаціями, а також наукові праці в цій царині.
2018 р. виступила за ухвалення закону про декриміналізацію аборту.
Дотримується правих поглядів, що типово для члена партії «Демократичне об'єднання». З 2013 р. обіймає посаду заступниці голови цієї партії. Керівник цієї політичної сили Нікос Анастасіадіс виграв президентські вибори 2013 р. Після виборів до Європейського парламенту 2019 р. президент Нікос Анастасіадіс висунув кандидатуру Киріакідес на наступного єврокомісара від цієї країни.
Одружена, виховує двох синів.
Крім англійської, вільно володіє французькою та грецькою мовами.

## Президент ПАРЄ
Попередній президент ПАРЄ Педро Аграмунт у квітні 2017 р. несподівано і без узгодження як з асамблеєю, так і з власним парламентом полетів у Сирію у складі російської делегації, де зустрівся з главою держави Башаром Асадом і не сказав жодного слова осуду у зв'язку з бойовими діями на території цієї країни, що стало досить вагомою підставою для вираження недовіри Аграмунту з боку бюро ПАРЄ. На зборах постановили, що він не уповноважений робити будь-які офіційні візити, відвідувати будь-які засідання або виголошувати будь-які прилюдні заяви від імені асамблеї як її голова. За тиждень до обрання нового голови Педро Аграмунт заявив про свою добровільну відставку, вирішивши не чекати, доки його звільнять із займаної посади.
У жовтні 2017 р. новим президентом Парламентської асамблеї Ради Європи за підсумками третього туру голосування було обрано Стеллу Киріакідес попри те, що кандидатуру кіпріотки не підтримала Європейська народна партія і вона була змушена йти на вибори як незалежний кандидат. За неї віддали свої голоси 132 члени ПАРЄ, що на 48 голосів більше, ніж зумів зібрати її суперник — литовський дипломат Емануеліс Зінгеріс. Українська делегація підтримувала представника Литви, відомого своєю жорсткою позицією щодо Росії, оскільки Киріакідес жодного разу публічно не озвучувала свого ставлення до російської агресії і санкційної політики, але після обрання кіпріотки заявила про готовність активно співпрацювати з Киріакідес заради повернення довіри до ПАРЄ.
Киріакідес стала 30-м президентом ПАРЄ і мала перебувала на цій посаді до відкриття наступної сесії ПАРЄ, що відбулась 22-26 січня 2018 р.

## Нагороди
- Орден «За заслуги» III ст. (Україна, 4 листопада 2022) — за вагомий особистий внесок у зміцнення міждержавного співробітництва, підтримку державного суверенітету та територіальної цілісності України, популяризацію Української держави у світі.[10]